# Polizeipräsidium (Königsberg)

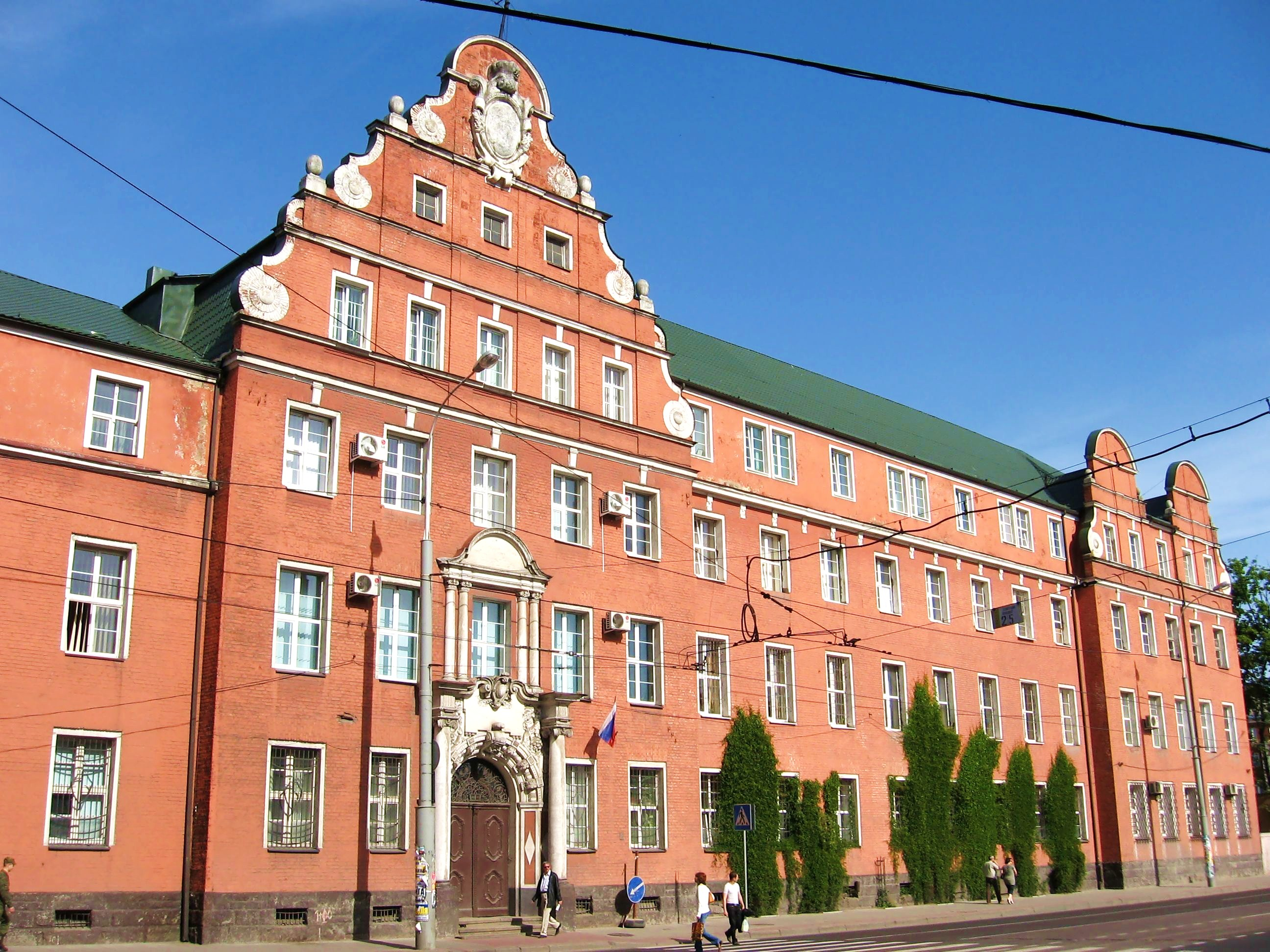
Fassade

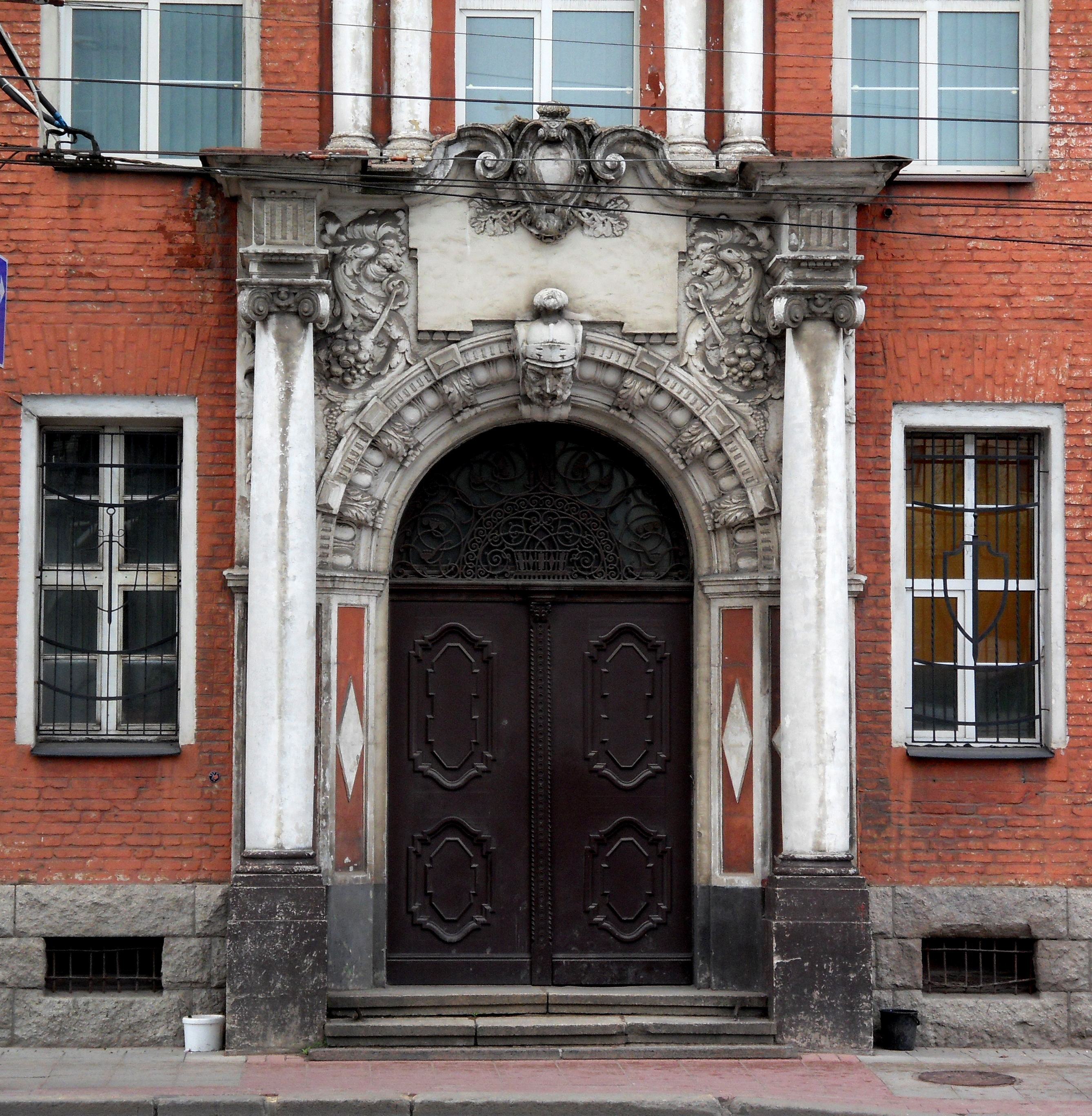
Portal

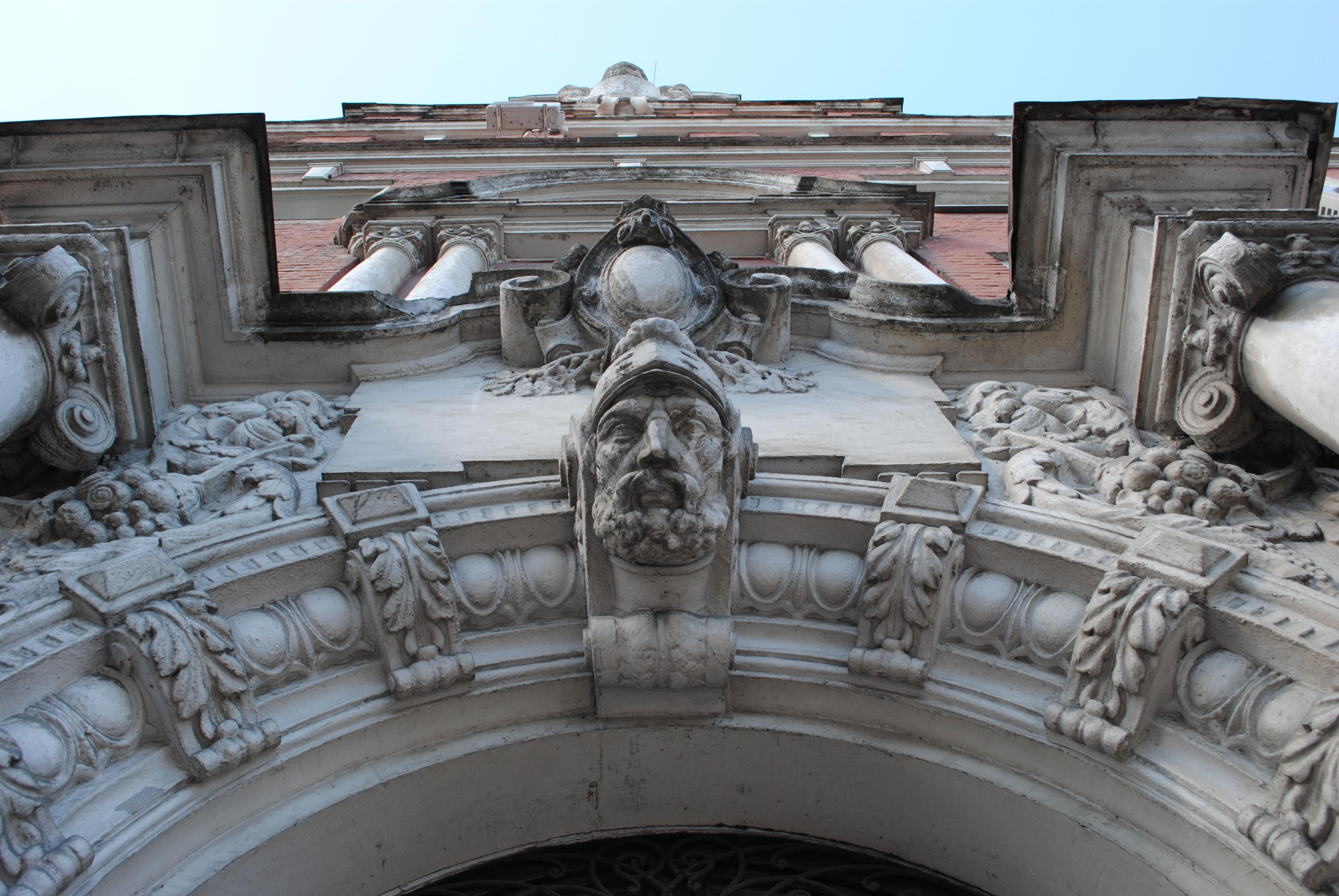
Portal, Detail

Das Gebäude des ehemaligen Polizeipräsidiums am Sowjetski-Prospekt 3–5 in Kaliningrad (früher Stresemannstraße 3–7) beheimatet heute die Kaliningrader Niederlassung des russischen Inlandsgeheimdienstes FSB.

## Lage und Umgebung
Es war das erste öffentliche Gebäude, das nach dem Abriss des Steindammer Tores auf dem früheren Festungsareal erbaut wurde. Es befindet sich in der Nähe eines damals „schon wichtigen Verkehrspunktes“ direkt hinter dem früheren Steindammer Tor: an der Kreuzung von Prospekt Mira und Sowjetski-Prospekt. Von dieser Kreuzung war das Gebäude nur durch die Händelstraße (ul. Gendelja) getrennt. Direkt gegenüber befindet sich der Bahnhof Kaliningrad Sewerny am Ploschtschad Pobedy.

## Geschichte
Das Gebäude wurde um 1912/1924 nach Entwürfen des Geheimen Oberbaurats Oskar Launer im Stil der Neurenaissance unter Leitung des Geheimen Oberbaurats Eduard Fürstenau erbaut.
Neben der Polizeidirektion befand sich in der Zeit des Nationalsozialismus die Staatspolizeileitstelle Königsberg (Gestapo) im Gebäude, das damals die Adresse General-Litzmann-Straße 3–7 hatte. Leiter der Gestapo in Königsberg waren Wilhelm Casper (1933), Erich von dem Bach-Zelewski (1934), Heinrich Vitzdamm (1940), Constantin Canaris, (1941) und Horst Freytag (1942). 1945 wurde das Gebäude vom Inlandsgeheimdienst des NKWD übernommen, dem Vorläufer des KGB. Mit dem Zerfall der Sowjetunion übernahm der russische Inlandsgeheimdienst FSB das Gebäude.

## Architektur und Ausstattung
Die Schaufassade befindet sich an der Stresemannstraße. Zuerst betritt man einen Vorflur, der zu einer kleinen Halle führt. In der Halle befindet sich die Haupttreppe und andere Flure, die nach drei Seiten – in die anderen Teile des Haupttraktes – führen. Im Haupttrakt befanden sich Wach- und Büroräume meist zweibündig angeordnet. Der Haupttrakt selbst gruppiert sich rechtwinklig um einen Hof. Ein zweiter Trakt schließt sich dem Haupttrakt in schiefem Winkel an und nimmt dabei die Flucht der Händelstraße auf. Auch dieser zweiter Trakt umschließt einen Hof, in diesem Trakt befanden sich zur Händelstraße hin Wohnungen und nach hinten die Gefängniszellen.
Von der „reichen Dekoration im Neurenaissancestil“ haben sich nur das Portal zur Stresemannstraße und der hohe Giebel darüber erhalten. Die vier Figuren über dem Portal sind verloren gegangen. Es fehlen heute auch die beiden kleinen Ecktürme zur Händelstraße und ein Turm auf dem früher viel höheren Mansarddach.

## Weblink
Koordinaten: 54° 43′ 17,5″ N, 20° 29′ 54,3″ O